# Schizomyia orientalis
Schizomyia orientalis är en tvåvingeart som beskrevs av Grover 1966. Schizomyia orientalis ingår i släktet Schizomyia och familjen gallmyggor. Inga underarter finns listade i Catalogue of Life.